# Association Sportive des Fonctionnaires de Bobo Dioulasso
L'Association Sportive des Fonctionnaires de Bobo Dioulasso (ASF Bobo-Dioulasso) és un club de futbol burkinès de la ciutat de Bobo Dioulasso. Disputa els seus partits a l'Stade Municipal de Bobo Dioulasso.
Els seus colors són el groc i el negre. Va ser fundat el 20 de gener de 1948.

## Palmarès
- Lliga burkinesa de futbol:[1]
  - 1961, 1966, 2018
- Copa burkinesa de futbol:[2]
  - 1986, 1989, 1997, 1998, 2004
- Copa Leaders burkinesa de futbol:[3]
  - 1992
- Supercopa burkinesa de futbol: [4]
  - 1992/93, 1996/97, 2000/01, 2003/04

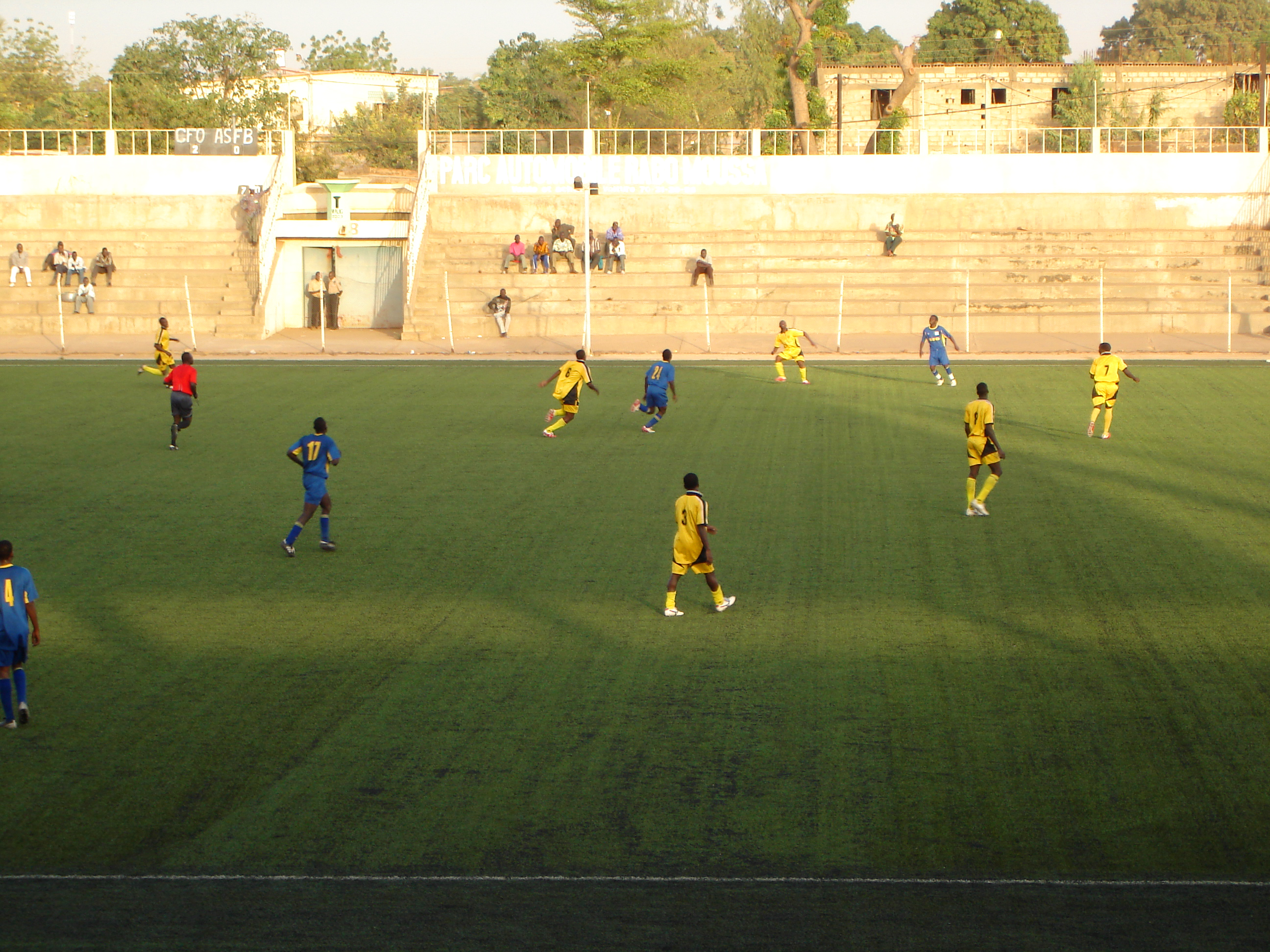
Partit ASF Bobo-Dioulasso - CF Ouagadougou (2007/08).